# مارک کالیتا
مارک کالیتا (لهستانی: Marek Kalita؛ ‏ زادهٔ ۱ اکتبر ۱۹۵۸) بازیگر، نمایشنامه‌نویس و کارگردان نمایش اهل لهستان است.
از فیلم‌ها یا مجموعه‌های تلویزیونی که وی در آن‌ها نقش داشته‌است، می‌توان به حوزه استحفاظی ۱۳، قسمت دوم، ع چون عشق، خودِ زندگی، تیم، فرابنفش، عملیات سنبل، قیافه و کوری اشاره نمود.